# Melidectes
Melidectes är ett fågelsläkte i familjen honungsfåglar inom ordningen tättingar med sex arter som alla förekommer på Nya Guinea:
- Prakthonungsfågel (M. torquatus)
- Kanelbrynad honungsfågel (M. ochromelas)
- Vogelkophonungsfågel (M. leucostephes)
- Huonhonungsfågel (M. foersteri)
- Blåögd honungsfågel (M. belfordi)
- Gulbrynad honungsfågel (M. rufocrissalis)

Tidigare placerades även sothonungsfågel, kortskäggig honungsfågel och långskäggig honungsfågel i släktet, men dessa har lyfts ur till det egna släktet Melionyx efter genetiska studier.